# Mekonnen Gebremedhin
Mekonnen Gebremedhin Woldegiorg (Addis Abeba, 11 ottobre 1988) è un mezzofondista etiope, medaglia d'oro ai Giochi panafricani di Brazzaville 2015 nei 1500 m piani.

## Palmarès
| Anno | Manifestazione      | Sede           | Evento       | Risultato  | Prestazione | Note |
| ---- | ------------------- | -------------- | ------------ | ---------- | ----------- | ---- |
| 2003 | Mondiali allievi    | Sherbrooke     | 800 m piani  | Batteria   | 1'56"04     |      |
| 2006 | Mondiali juniores   | Pechino        | 800 m piani  | Semifinale | 1'50"47     |      |
| 2007 | Mondiali            | Osaka          | 1500 m piani | Semifinale | 3'43"41     |      |
| 2008 | Mondiali indoor     | Valencia       | 1500 m piani | 6º         | 3'40"42     |      |
| 2009 | Mondiali            | Berlino        | 1500 m piani | Batteria   | 3'43"22     |      |
| 2010 | Mondiali indoor     | Doha           | 1500 m piani | 4º         | 3'42"42     |      |
| 2010 | Campionati africani | Nairobi        | 1500 m piani | Bronzo     | 3'36"65     |      |
| 2011 | Mondiali            | Taegu          | 1500 m piani | 7º         | 3'36"81     |      |
| 2012 | Mondiali indoor     | Istanbul       | 1500 m piani | Bronzo     | 3'45"90     |      |
| 2012 | Giochi olimpici     | Londra         | 1500 m piani | 6º         | 3'35"44     |      |
| 2013 | Mondiali            | Mosca          | 1500 m piani | 7º         | 3'37"21     |      |
| 2014 | Mondiali indoor     | Sopot          | 1500 m piani | Batteria   | 3'47"22     |      |
| 2014 | World Relays        | Nassau         | 4×1500 m     | Bronzo     | 14'41"22    |      |
| 2014 | Campionati africani | Marrakech      | 1500 m piani | 4º         | 3'42"65     |      |
| 2015 | Mondiali            | Pechino        | 1500 m piani | Semifinale | 3'44"31     |      |
| 2015 | Giochi panafricani  | Brazzaville    | 1500 m piani | Oro        | 3'45"73     |      |
| 2016 | Giochi olimpici     | Rio de Janeiro | 1500 m piani | 4º         | 3'50"29     |      |

## Campionati nazionali
2009
- 8º ai campionati etiopi, 1500 m piani - 3'47"59

## Altre competizioni internazionali
2009
- 4º ai Bislett Games ( Oslo), miglio - 3'50"74

2010
- Argento in Coppa continentale ( Spalato), 1500 m piani - 3'35"70
- Argento ai Bislett Games ( Oslo), miglio - 3'49"83
- Bronzo al Prefontaine Classic ( Eugene), miglio - 3'50"68
- Argento all'ISTAF Berlin ( Berlino), 1500 m piani - 3'31"57
- Bronzo allo Shanghai Golden Grand Prix ( Shanghai), 1500 m piani - 3'33"35
- 4º al Memorial Van Damme ( Bruxelles), 1500 m piani - 3'33"40

2011
- 4º al Prefontaine Classic ( Eugene), miglio - 3'49"70
- Bronzo ai Bislett Games ( Oslo), miglio - 3'51"30
- Bronzo al Doha Diamond League ( Doha), 1500 m piani - 3'32"28

2012
- Bronzo ai Bislett Games ( Oslo), miglio - 3'50"02
- Argento al Prefontaine Classic ( Eugene), miglio - 3'50"17
- Argento all'Athletissima ( Losanna), 1500 m piani - 3'31"86
- Argento al Memorial Van Damme ( Bruxelles), 1500 m piani - 3'32"10

2014
- 6º ai Bislett Games ( Oslo), miglio - 3'51"59
- Oro all'ISTAF Berlin ( Berlino), 1500 m piani - 3'33"24